# Cypripedium yatabeanum
Cypripedium yatabeanum là một loài thực vật có hoa trong họ Lan. Loài này được Makino mô tả khoa học đầu tiên năm 1899.

## Hình ảnh

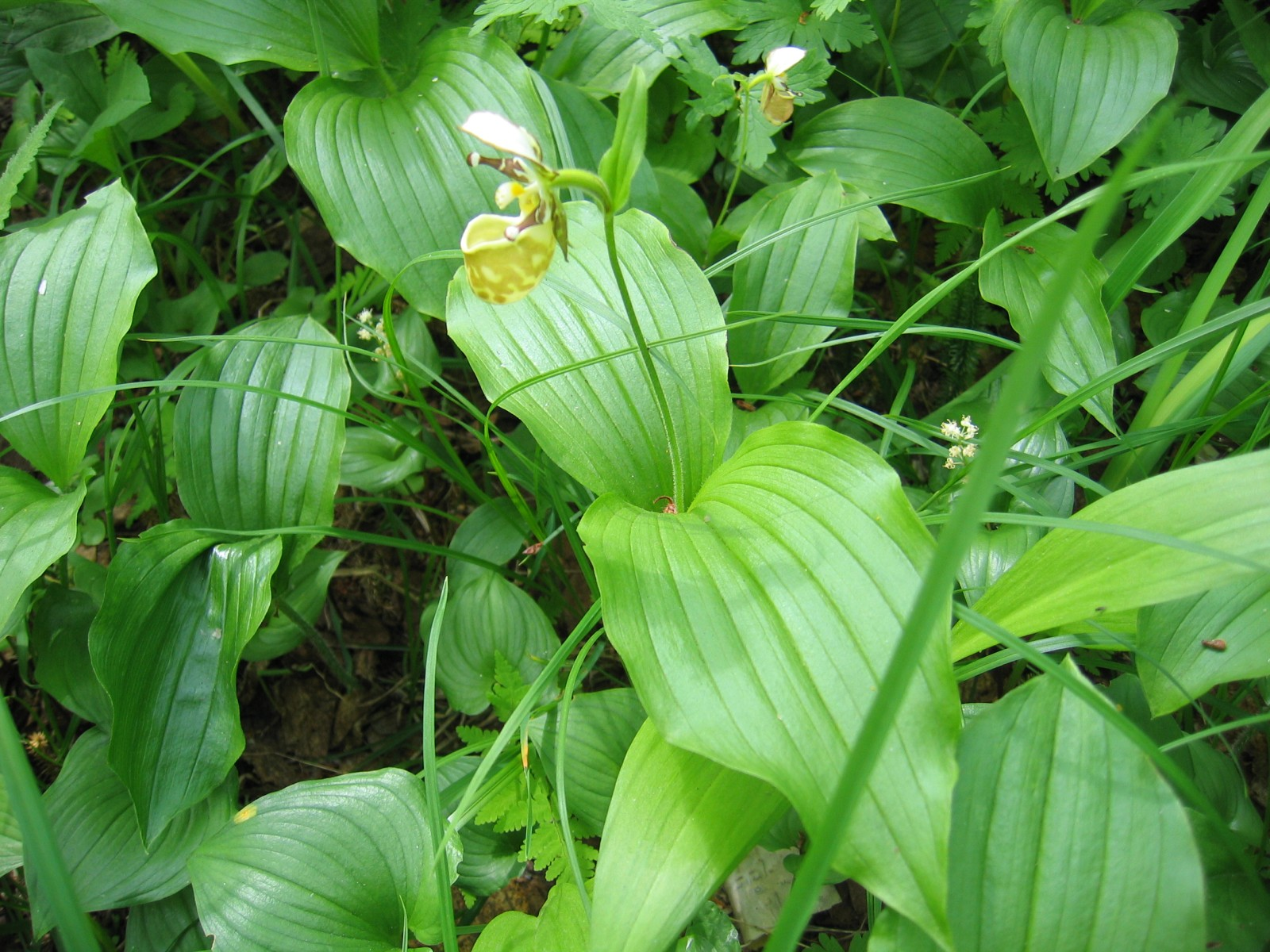
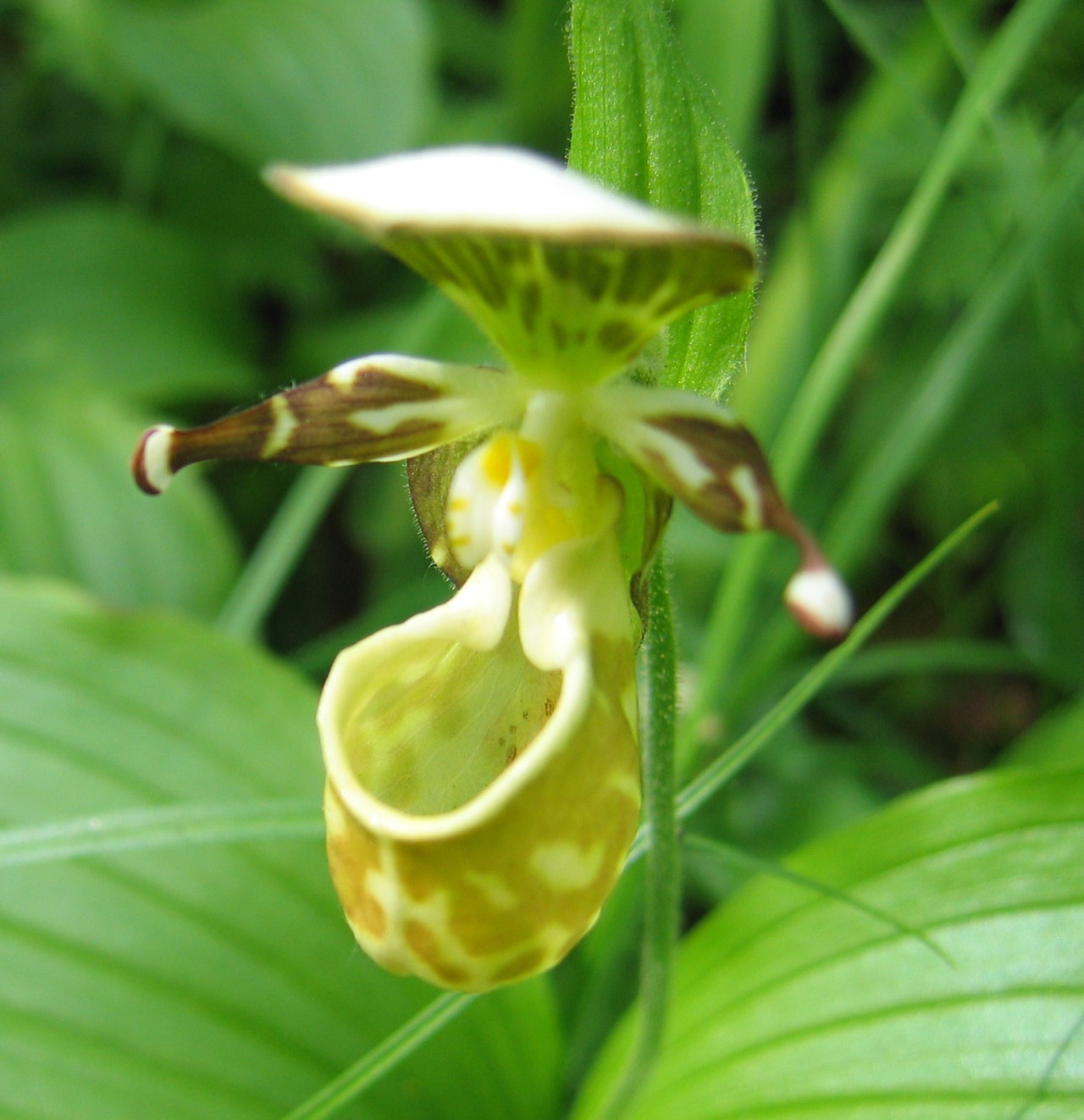